# Chicas de Papi
Daddy's Little Girls (Chicas de Papi en Hispanoamérica y España) a veces llamado Las Niñas de Papá es una película de 2007 escrita y dirigida por Tyler Perry y producida por Reuben Cannon y (Roger Bobb) y protagonizada por Gabrielle Union y Idris Elba. La película fue estrenada el 14 de febrero de 2007 por Lions Gate Entertainment. Esta es una de las dos películas dirigidas por Perry que no aparece (la otra es For Colored Girls).

## Sinopsis
La historia se centra en Julia Rossmore (Gabrielle Union), una exitosa abogada que se enamora de un mecánico financieramente impugnado de nombre Monty James (Idris Elba) que es un padre divorciado con tres niñas llamadas Chyna, Sierra y Lauryn. Monty lucha por la custodia de las niñas debido a que su exesposa Jenny sale con Joe, líder de una pandilla del barrio donde el reside. Un día, Monty tiene la oportunidad de trabajar con Julia como su chofer personal gracias a una amiga de ella. Mientras ellos se conocen, el le comenta su lucha diaria con su exesposa Jenny por la custodia de sus hijas y las amenazas de Joe y su pandilla, por lo que ella decide ser la abogada de él.

## Elenco
- Gabrielle Union como Julia Rossmore.
- Idris Elba como Monty James.
- Louis Gossett, Jr. como Willie.
- Tasha Smith como Jennifer.
- Gary Sturgis como Joe.
- Terri J. Vaughn como Brenda.
- Malinda Williams como Maya.
- Tracee Ellis Ross como Cynthia.
- Cassi Davis como Rita.
- LaVan Davis como Lester.
- China Anne McClain como Chyna James.
- Lauryn Alisa McClain como Lauryn James.
- Sierra McClain como Sierra "Sissy" James.
- Timon Kyle Durrett como Ronald Johnson.
- Brian J. White (no acreditado) como Christopher.
- Craig Robinson (cameo) como Bryon.